# Bernabé Gil Riquelme
Bernabé Gil Riquelme (Molina de Segura, 1910 - Albacete, 1976) fue un escultor español, que realizó numerosas obras de la imaginería procesional de la localidad. 

## Obras
Sus obras incluye:
- Santísimo Cristo Yacente (Cristo de la Cama) que procesiona el Viernes Santo en la procesión del Santo Entierro de Molina de Segura

- Nuestra Señora de la Consolación (Patrona de Molina de Segura)

- Santísimo Cristo de las Penas.

- Nuestra Señora de la Asunción.

- Dolorosa.

- Santísimo Cristo Yacente.

- Virgen de la Soledad.

- San Juan Evangelista (Iglesia Ntra. Sra de la Asunción)

- San Juan Evangelista (Iglesia Parroquial de Alguazas)

- Nuestro Padre Jesús Nazareno (Iglesia Parroquial de Alguazas)

- Datos: Q5726466